# Powiat Żyrardowski
Der Powiat Żyrardowski ist ein Powiat (Kreis) in der Woiwodschaft Masowien in Polen. Der Powiat hat eine Fläche von 532,63 km², auf der mehr als 75.414 Einwohner leben. Die Bevölkerungsdichte beträgt 141,6 Einwohner auf 1 km² (2022).

## Gemeinden
Der Powiat umfasst fünf Gemeinden, davon eine Stadtgemeinde, zwei Stadt-und-Land-Gemeinden und zwei Landgemeinden.
Stadtgemeinde
- Żyrardów

Stadt-und-Land-Gemeinden
- Mszczonów
- Wiskitki

Landgemeinden
- Puszcza Mariańska
- Radziejowice